# Hans Rehn
Johann Leonhard „Hans“ Rehn (* 6. Juli 1863 in Wien; † 5. April 1920 ebenda) war ein österreichischer Cellist, Schlagwerker, Komponist und Musikerzieher.

## Leben und Wirken
Hans Rehn wurde am 6. Juli 1863 in Wien geboren und auf den Namen Johann Leonhard getauft. Nach seiner allgemeinen Schulausbildung studierte er von 1877 bis 1885 am Konservatorium der Gesellschaft der Musikfreunde Violoncello bei Karl Udel und Reinhold Hummer, sowie Klavier bei Wilhelm Rauch und Harmonielehre bei Robert Fuchs. Beim Concurs für Streich-, Blasinstrumente und Composition belegte er im Jahre 1885 am Konservatorium den zweiten Platz. Ab 1886 hatte er als Substitut am Cello erste Einsätze im Orchester der Wiener Hofoper, deren Mitglied er auch wurde. Ebenso ein Mitglied wurde er bei den Wiener Philharmonikern (1897), dort allerdings zunächst als Schlagwerker, ehe er 1899 zum Cello wechseln konnte. Von etwa 1911 bis 1917 wirkte er zudem im Komitee der Wiener Philharmoniker.
Häufig spielte Rehn Kammermusik und hatte Auftritte in diverser Wiener Lokalitäten wie dem Ehrbar-Saal oder dem Bösendorfer-Saal. In den Jahren 1892 bis 1894 gehörte er zum Wahl-Quartett und hatte zudem gelegentliche Auftritte mit dem 1882 gegründeten Rosé-Quartett. Neben seiner Laufbahn als Musiker und Komponist gab Rehn auch noch Privatunterricht. Sein Onkel war der blinde Organist und Klavierstimmer Gustav Garzaner, der unter anderem die Gründung des Odilien-Blindeninstitut in Graz initiierte. Anlässlich des 25-jährigen Organistenjubiläums seines Onkels und zugunsten der Gründung einen Blindenversorgungsanstalt für Steiermark hatte Rehn am 15. November 1888 einen Auftritt im Stefaniensaal in Graz. Im Laufe seines Lebens hatte er immer wieder Auftritte für den Wiener Männerchor.
Am 5. April 1920 starb Rehn im Alter von 56 Jahren nach längerer, schwerer Krankheit. Das Begräbnis fand am 8. April 1920 am Evangelischen Friedhof Matzleinsdorf im 10. Wiener Gemeindebezirk Favoriten statt.